# 漁船法
漁船法（ぎょせんほう、昭和25年法律第178号）は、漁船の建造を調整し、漁船の登録および検査に関する制度を確立し、かつ、漁船に関する試験を行い、もつて漁船の性能の向上を図り、あわせて漁業生産力の合理的発展に資することに関する日本の法律である。
1950年（昭和25年）5月13日に公布された。

## 構成
- 第一章　総則（第1条・第2条）
- 第二章　漁船の建造調整（第3条 - 第9条）
- 第三章　漁船の登録（第10条 - 第24条）
- 第四章　漁船に関する検査（第25条・第26条）
- 第五章　漁船に関する試験（第27条・第28条）
- 第六章　指定認定機関及び指定検認機関 
  - 第一節　指定認定機関（第29条 - 第45条）
  - 第二節　指定検認機関（第46条・第47条）
- 第七章　雑則（第48条 - 第52条）
- 第八章　罰則（第53条 - 第57条）
- 附則